# 二塘镇 (威宁县)
二塘镇，是中华人民共和国贵州省毕节市威宁彝族回族苗族自治县下辖的一个乡镇级行政单位。

## 行政区划
二塘镇下辖以下地区：
二塘社区、沿海村、产底村、果花村、茶山村、明洞村、新合村、铁营村、中山村、议山村、发山村、梅花村和艾家坪村。